# Margaretha toe Boecop
Margaretha toe Boecop, född 1551, död 1574, var en nederländsk konstnär (målare).